# 2015 QW23
2015 QW23 est un objet transneptunien faisant partie des twotinos. 

## Caractéristiques
2015 QW23 mesure environ 210 km de diamètre, ce qui le qualifie comme un candidat au statut de planète naine.